# りすまい
りすまいは、日本の漫画家。香川県出身。

## 作品リスト

### 漫画作品

#### 連載
- 重金属彼女（原作：西野かつみ、『ガンガンONLINE』2010年9月9日 - 2011年7月28日）
- DAGASY 放課後超能力戦争（原作：日日日、『ガンガンONLINE』2012年9月13日 - 2014年9月4日）
- 俺がお嬢様学校に「庶民サンプル」として拉致られた件（原作：七月隆文、『月刊ComicREX』2012年7月号[1] - 2018年11月号）[2]
- チートスキル『死者蘇生』が覚醒して、いにしえの魔王軍を復活させてしまいました ～誰も死なせない最強ヒーラー～（原作：はにゅう、『月刊ComicREX』2020年8月号[3] - 2025年3月号[4]）
- こんな私に期待しないデ（『月刊ComicREX』2020年10月号[5] - 2022年3月号）

#### 読み切り
- ヌァビ子☆（『ガンガンONLINE』）
- オオカミ君と羊（『月刊少年ガンガン』）
- いまっこ忍法帖（『月刊ガンガンJOKER』）
- 鴇中女子剣道部（『月刊ComicREX』）
- ヒメとSP（『月刊ガンガンJOKER』）
- キラぱら！（『Comic REX』）
- 小説プレビューコミック 要塞都市の錬生術（原作：遭川遭、メインキャラクターデザイン：河内和泉、『ガンガンONLINE』2010年4月22日）
- JK"サモハン"後藤 （『喪女アンソロジーコミック』2013年）

### 書籍
- 『重金属彼女』、原作：西野かつみ、スクウェア・エニックス〈ガンガンコミックスONLINE〉2011年、全3巻
- 『DAGASY 放課後超能力戦争』、原作：日日日、スクウェア・エニックス〈ガンガンコミックスONLINE〉2013年 - 2014年、全3巻
- 『俺がお嬢様学校に「庶民サンプル」として拉致られた件』、原作：七月隆文、一迅社〈REXコミックス〉2012年 - 2019年、全15巻
- 『チートスキル『死者蘇生』が覚醒して、いにしえの魔王軍を復活させてしまいました ～誰も死なせない最強ヒーラー～』、原作：はにゅう、一迅社〈REXコミックス〉2020年 - 2025年、全10巻
- 『こんな私に期待しないデ』、一迅社〈REXコミックス〉2021年 - 2022年、全2巻

### その他
- 四国萌ぇ隊（2011年）キャラクターデザイン